# Bahan
Bahan ( בַּחַן) est un kibboutz créé en 1954.

## Histoire
Le kibboutz est construit proche de la ville de Bat Hefer. Les membres fondateurs sont des membres de la brigade du Mahal (Israël), ils viennent d'Amérique du sud.